# اسامی مستعار جفت ارزها
اسامی مختلفی برای جفت ارزها در بازار جهانی ارز یا فارکس می باشد که در این مقاله سعی شده نام های انها معرفی شود

دلار استرالیا(aud)

عموماً به اوزی (Aussie or Ozzie) معروف است، گاهی موارد هم متی (Matie) نامیده میشود بنظر میرسد اول لغت استرالیا تلفظ میشود.
جفت ارز یورو/پوند

این جفت ارز با نام مستعار چنل channel که اشاره ای به کانال بین اروپا و بریتانیا می باشد است.
دلار نیوزلند (nzd)

کیوی (Kiwi) . نامی است که برای هر فرد نیوزلندی بسیار مشهور است. بعلت زندگی کردن پرنده ای به این نام که نشان نیوزلندی ها نیز میباشد نام آن بر روی این جفت ارز گذاشته شده است.
دلار امریکا (USD)
۱دلار امریکا باک(buck) گفته میشود. در زبان محاوره بطور مثال ۲۰دلار را ۲۰باکس میگویند.
دلار کانادا (Cad)

لونی (Loonie) این اسم مستعار، اسم پرنده ای است که به وفور در کانادا یافت میشود  و بر روی سکه های 1 دلاری کانادایی نیز تصویر آن  وجود دارد.